# Hansi Niese
Johanna Niese, conocida como Hansi Niese (10 de noviembre de 1875 - 4 de abril de 1934) fue una actriz teatral y cinematográfica de nacionalidad austriaca. Artista autodidacta, fue una de las más populares actrices de su época.

## Biografía
Nacida en Viena, Hansi Niese debutó a los 18 años de edad en 1891, en el teatro local de Znojmo, una ciudad de la Región de Moravia Meridional. Sus éxitos se iniciaron en 1893 en el Teatro Raimund de Viena, en el cual actuó seis años como soprano soubrette, y en 1899 pasó al Theater in der Josefstadt. Poco después se casó con José Jarno, director de dicho teatro, con quien tuvo dos hijos, José (10 de noviembre de 1899 - 17 de febrero de 1964) y Hansi (26 de febrero de 1901 - 21 de marzo de 1933).
Niese no solo actuó en teatros vieneses, sino que también trabajó en gira en Berlín, protagonizando obras Ludwig Anzengruber, Gerhart Hauptmann, Ferenc Molnár, Johann Nestroy, Ferdinand Raimund y Arthur Schnitzler. Además intervino en varias farsas y operetas, actuando a menudo en compañía de Alexander Girardi.
En los años 1930 Niese protagonizó varias películas, destacando de entre ellas An Affair (1931) y Husarenliebe (1932).
Hansi Niese falleció en 1934 en Viena. Fue enterrada junto a su esposo (fallecido dos años antes) en el cementerio central de dicha ciudad en una tumba de honor. En 1952 se inauguró junto al Volkstheater un monumento en su honor, diseñado por José Müllner en 1938.

## Filmografía
- 1914: Frau Gertraud Namenlos
- 1926: Der Feldherrnhügel
- 1931: Sturm im Wasserglas
- 1931: Purpur und Waschblau
- 1931: Die große Liebe
- 1932: Ein süßes Geheimnis
- 1932: Frau Lehmanns Töchter
- 1932: Husarenliebe
- 1933: Unser Kaiser
- 1933: Hochzeit am Wolfgangsee
- 1933: Kaiserwalzer
- 1934: Der Polizeibericht meldet
- 1934: Die große Chance
- 1934: Die Töchter ihrer Exzellenz